# Макеевская детская железная дорога
Макеевская детская железная дорога — была учреждением внешкольного образования детей в городе Макеевке, спутнике Донецка, знакомящее их с железнодорожными специальностями, парковой узкоколейной железной дорогой.
Дорога была построена предприятием Макеевуголь в Пионерском парке в 1970-х годах, и стала филиалом Донецкой детской железной дороги, маршрут дороги пролегал по периметру парка, огибая улицы Патона, Панченко и Плеханова соответственно. В плане представляла собой кольцо, с главной станицей Пионерской, где было двухстойловое локомотивное депо, три платформы с навесом; и платформой Теремок, без путевого развития, лишь с деревянным вокзалом. Дорога была оборудована полуавтоматической блокировкой и ключевой зависимостью стрелок и сигналов. Ближайшей к детской железной дороге станцией городского трамвая была остановка «Пионерский парк» на ул. Плеханова.
С открытия на дороге ходил состав из тепловоза ТУ4-2822 (единственный случай использования такого тепловоза на ДЖД), и трёх вагонов ПВ40 с буксами скольжения. Во второй половине 1980-х годов дорога получила второй тепловоз — ТУ7-2734, который в 2000 году был передан на Донецкую ДЖД, но там он ни разу не использовался и впоследствии попал в музей Донецкой железной дороги.
С началом экономического кризиса и разрухи в шахтёрских городах Донбасса, Макеевская детская железная дорога осталась брошена на произвол судьбы. В 1995—1996 году дорога не работала, далее её работу удалось возобновить, но к 2002 году она уже окончательно встала и была законсервирована. Сначала были надежды на восстановление, но с учётом того, что Макеевка является практически спутником Донецка, дорогу начали постепенно разбирать и вскоре было принято окончательное решение о её закрытии. Вагоны и тепловоз ТУ4-2822 были вывезены в Донецк в 2005 году, тогда же были сняты и вывезены рельсы, а в 2008 году оба вокзала и депо были разрушены.